# Шестдесет и трети пехотен полк
Вижте пояснителната страница за други значения на Шестдесет и трети пехотен полк.
Шестдесет и трети пехотен полк е български пехотен полк, формиран през 1913 година и взел участие в Междусъюзническата, Първата (1915 – 1018) и Втората световна война (1941 – 1945).

## Формиране
Шестдесет и трети пехотен полк е формиран на 14 май 1913 година във Филиповци под името Пети пехотен резервен полк от 2-ра дружина на 54-ти пехотен полк, 23-та и 27-а допълваща дружина и е подчинен на 13-a пехотна дивизия.  На 18 май 1913 г. е преименуван на Шестдесет и трети пехотен полк.

## Междусъюзническа война (1913)
Полкът взема участие в Междусъюзническата война (1913) и на 10 август 1913 е разформирован, като от състава му и от целия 57-и пехотен полк се формира 39-и пехотен полк от 10-а пехотна беломорска дивизия.

## Първа световна война (1915 – 1918)
На 2 септември 1915 година към Кадровата дивизия се формира Пети кадрови полк, който по-късно същата година се преименува на Пети македонски полк, а от 6 юни 1917 година е преименуван на Шестдесет и трети пехотен полк. Взема участие във Първата световна война (1915 – 918) в състава на 11-а пехотна македонска дивизия, а след войната на 16 октомври 1918 се демобилизиара и преминава към мирновременния си щат, на 22 октомври се установява в гр. Неврокоп и април 1919 се разформира.
При намесата на България във войната полкът разполага със следния числен състав, добитък, обоз и въоръжение:
| Числен състав                                                                   | Добитък   | Обоз                             | Въоръжение                           |
| ------------------------------------------------------------------------------- | --------- | -------------------------------- | ------------------------------------ |
| Дружини: 3 Картечни роти: ½ Офицери: 31 Чиновници: 4 Подофицери и войници: 4580 | Коне: 302 | Обикновени коли: 10 Товарни: 293 | Пушки и карабини: 3365 Картечници: 2 |

## Втора световна война (1941 – 1945)
Шестдесет и трети пехотен полк е отново формиран през ноември 1941 година, в с. Факия и е изпратен на Прикриващия фронт и пре май 1942 година е разформирован. На 4 февруари 1943 година в Сливен е формиран отново и влиза в състава на 22-ра пехотна дивизия. Участва във военните действия в района на Ниш и в такива срещу югославските партизани. На 3 октомври същата година се завръща в Сливен, демобилизиран е и на 31 декември 1944 г. е разформиран.

## Наименования
През годините полкът носи различни имена според претърпените реорганизации:
- Пети пехотен резервен полк (14 май 1913 – 18 май 1913)
- Шестдесет и трети пехотен полк (18 май 1913 – 10 август 1913)
- Пети пехотен кадрови полк (2 септември 1915 – 1915)
- Пети пехотен македонски полк (1915 – 6 юни 1917)
- Шестдесет и трети пехотен полк (6 юни 1917 – април 1919, ноември 1941 – май 1941, 4 февруари 1943 – ноември 1944)

## Командири
Званията са към датата на заемане на длъжността.
| №  | звание       | име              | дати                 |
| -- | ------------ | ---------------- | -------------------- |
| 1. | Подполковник | Михаил Сапунаров | 1913 – 1913          |
|    | Подполковник | Борис Дрангов    | от 1 май 1915        |
|    | Подполковник | Коста Николов    | Първа световна война |
|    | Полковник    | Теню Бойдев      | Първа световна война |
|    | Подполковник | Иван Анастасов   | от 12 май 1942       |